# Kazuo Sakamaki
Kazuo Sakamaki (jap. 酒巻和男 Sakamaki Kazuo; ur. 8 listopada 1918 w Awie w prefekturze Tokushima, zm. 29 listopada 1999) – podporucznik Japońskiej Cesarskiej Marynarki Wojennej, pierwszy jeniec japoński, który trafił do niewoli amerykańskiej podczas wojny na Pacyfiku.

## Zarys biografii
W 1940 ukończył Akademię Cesarskiej Marynarki Wojennej. Następnie został skierowany do służby na okrętach podwodnych.
Był jednym z dziesięciu marynarzy (pięciu oficerów i pięciu podoficerów) tworzących dwuosobowe załogi miniaturowych okrętów podwodnych typu „Ko-hyoteki”, które podczas japońskiego nalotu na Pearl Harbor miały zaatakować tamtejszą bazę US Navy. W trakcie akcji zginął jego współzałogant Kiyoshi Inagaki, zaś ich okręt HA-19 osiadł na mieliźnie na Waimanalo Beach. Sakamaki podjął próbę zniszczenia jednostki, lecz ładunki wybuchowe nie eksplodowały. W rezultacie został odnaleziony i ujęty, stając się pierwszym jeńcem japońskim, który trafił do niewoli amerykańskiej podczas II wojny światowej.